# Münzschatz von Lebus
Der Münzschatz von Lebus wurde 2015 an den Oderhängen zwischen Lebus und Frankfurt (Oder) durch den ehrenamtlichen Bodendenkmalpfleger und Hobby-Archäologen Frank Slawinski entdeckt. Er darf mit Erlaubnis des Landesamtes für Denkmalpflege Brandenburg mit einer Metallsonde auf archäologische Suche gehen. 

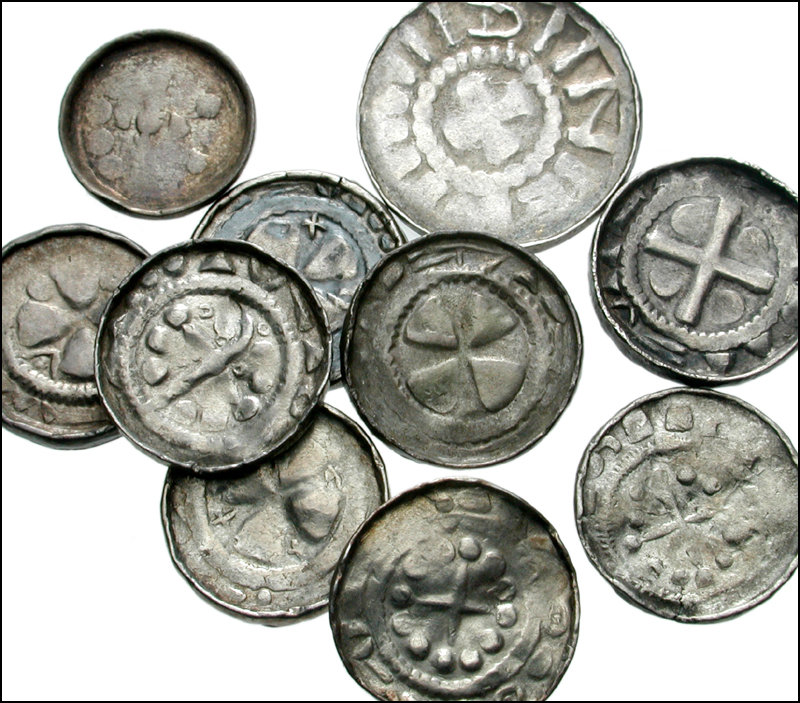
Sächsische Hochrandpfennige

Er hatte gut 2300 Silbermünzen in einem Tonkrug aufgespürt. Bei den Münzen handelt es sich um Sachsen- oder Hochrandpfennige. Der Schatz besteht zu über 90 % aus jüngeren Randpfennigen. Es werden Kleeblattkreuzpfennige, Kugelstabkreuzpfennige, Balkenkreuzpfennige, Nachprägungen von Holzkirchen- und Krummstabpfennigen und einzelne Pfennige mit gefiederter Fahnenlanze genannt. Weiterhin enthielt der Fund einige wenige Otto-Adelheid-Pfennige und Niederelbische Agrippiner. Diese konnten dem Zeitraum von 1060 bis 1090 n. Chr. zugeordnet werden. Darunter befinden sich unter anderem Münzen aus dem Raum Meißen und Magdeburg.
Der Fund wurde am 22. Januar 2016 der Öffentlichkeit im Museum „Haus Lebuser Land“ der Stadt Lebus erstmals vorgestellt.